# Eugénie (Beaumarchais)
Pour les articles homonymes, voir Eugénie.

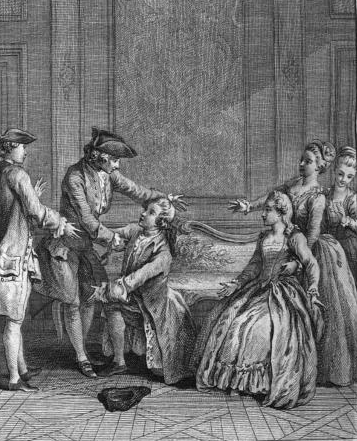
Scène tirée de l'acte final dEugénie.

Eugénie est un drame en cinq actes en prose de Pierre-Augustin Caron de Beaumarchais représenté pour la première fois le 29 janvier 1767 à la Comédie-Française.

## Histoire
La scène se passe à Londres, dans une maison écartée appartenant au comte de Clarendon. Eugénie est mariée en secret à un comte (Seule sa tante, madame Murer, est au courant) et dont elle est enceinte. Le père d'Eugénie, le baron, a pour projet de la marier au militaire Cowerly. On apprend par Drink, le valet du comte, que le mariage d'Eugénie et du comte était une mascarade ! Le valet parle de son maitre comme d'un scélérat, manipulateur. Mais ce n'est pas aussi simple car le comte a organisé ce faux mariage et est sur le point de se marier avec une autre, à cause de son oncle qui fait pression sur lui. Cependant le comte tombe réellement amoureux d'Eugénie et est tiraillé. L'un de ses autres valets, sur le point de mourir, décide de rédiger une lettre pour tout avouer à Eugénie. Le comte intercepte la lettre et va voir Eugénie, qui lui demande pourquoi il est si distant, il ment et la rassure. Le baron arrive, et parle du mariage du comte avec l'autre demoiselle qui évoque alors les rumeurs. Il demande à son valet d'empêcher quiconque de rentrer voir Eugénie jusqu'à ce que son nouveau mariage soit fait et particulièrement le capitaine Cowerly, frère du militaire prétendant, et ami du baron. Entre-temps, Eugénie reçoit le reste de son courrier, dans une lettre son frère lui dit qu'il a battu son colonel en duel mais que maintenant son colonel le veut assassiné. Tout le monde se rassemble pour en parler, à ce moment le capitaine Cowerly force le passage et entre. Il dit avoir croisé Sir Charles, le frère d'Eugénie à Londres, et que justement il le pensait là. La conversation se tourne peu à peu vers le comte, qui débarque avec Charles qu'il avait croisé sur la route en train de se faire agresser, et l'a sauvé. Toute la famille lui saute dessus, et veut l'attraper excepté Charles qui le sauve pour qu'il s'enfuie. Eugénie et les autres racontent à Charles ce qui s'est passé, il jure de se venger. Eugénie avoue tout à son père. Afin d'avoir de plus ample explications, ils attrapent Drink, le valet du comte, et le forcent à avouer. Croyant qu'ils savent déjà tout, il leur donne la lettre des aveux. Le vrai visage du comte apparait, Eugénie est morte de chagrin et elle tombe malade. Elle demande néanmoins à son frère Charles de ne pas combattre le comte. Il y va quand même mais revient très vite, son épée brisée, le comte s'est enfui. Tout le monde croit que le comte est parti se marier avec sa future femme, pourtant, il force le passage dans la maison et se jetant aux pieds d'Eugénie, raconte la vérité, la pression de son oncle, et qu'il est amoureux d'elle. Eugénie ne veut rien entendre, il entame alors un discours enflammé, et lui demande de faire ça pour leur enfant. Le baron accepte de lui rendre la main de sa fille, Eugénie accepte de le récupérer. 

## Distribution
| Acteurs et actrices ayant créé les rôles |                    |
| Personnage                               | Interprète         |
| Hartley                                  | Préville           |
| Clarendon                                | Bellecour          |
| Sir Charles                              | Vellenne           |
| Capt. Cowerly                            | Grandval           |
| Drink                                    | François Augé      |
| Robert                                   | Louis Henri Feulie |
| Mme Murer                                | Mme Préville       |
| Eugénie                                  | Mlle Doligny       |
| Betsy                                    | Alexandrine Fanier |
| un valet                                 | Bellemont          |